# Trixagus bonvouloiri
Trixagus bonvouloiri là một loài bọ cánh cứng trong họ Throscidae. Loài này được Steinheil miêu tả khoa học năm 1874.